# Nick Houghton
John Nicholas Reynolds Houghton ( /h ɔː t ən / HAW-tən, né le 18 octobre 1954) est un militaire de l'armée britannique officier et chef d'état-major de la Défense (CDS) des Forces armées britanniques.

## Jeunesse
Houghton est né le 18 octobre 1954 à Otley près de Leeds et est le fils de Frank et Margaret Houghton. Il fait ses études à la Woodhouse Grove School, une école indépendante près de Bradford . En 1977, il est diplômé de Collège Saint-Pierre, Oxford, après avoir obtenu un Bachelor of Arts en histoire moderne ,.

## Carrière militaire

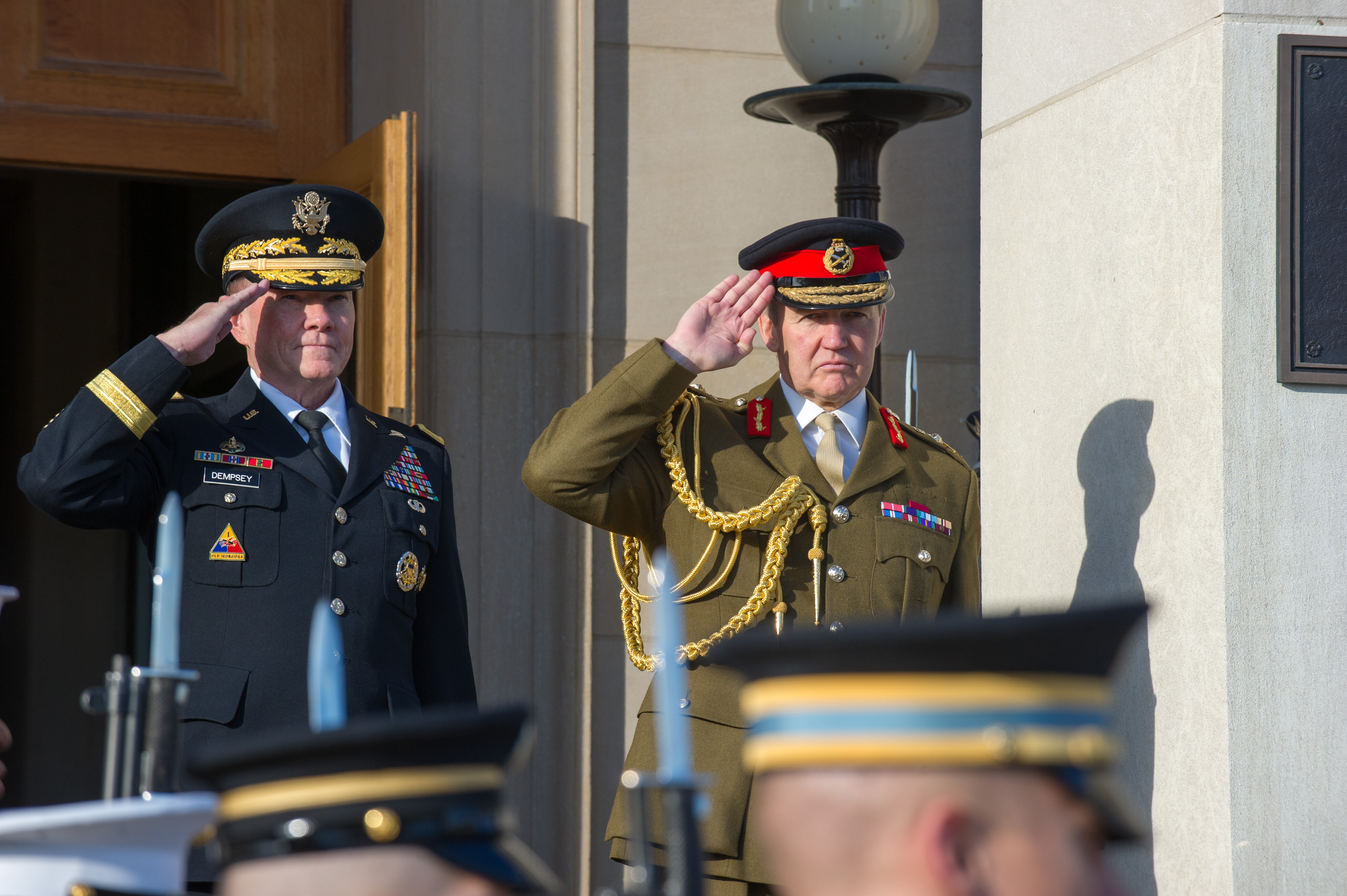
Nicholas Houghton, au Pentagone à Arlington, le 28 Octobre 2013

Après avoir fréquenté l'Académie royale militaire de Sandhurst, Houghton est nommé sous-lieutenant dans les Green Howards le 9 mars 1974. Il est promu lieutenant le 9 mars 1976, capitaine le 9 septembre 1980 et major le 30 septembre 1986. Il est nommé assistant militaire du chef d'état-major de l'armée britannique du Rhin et devient par la suite membre de l'état-major du Royal Military College of Science de Shrivenham . Promu lieutenant-colonel le 30 juin 1991, il devient commandant du 1er bataillon The Green Howards en 1991  et est déployé en Irlande du Nord en 1993.
Houghton est nommé sous-chef d'état-major adjoint au commandement terrestre du QG en 1994 et il suit le cours de commandement supérieur et d'état-major en 1997 . Promu brigadier le 31 décembre 1997 avec une ancienneté du 30 juin 1997, il devient commandant de la 39e brigade d'infanterie en Irlande du Nord en 1997 et est directeur des opérations militaires au ministère de la Défense de décembre 1999 à juillet 2002 . Il est promu général de division le 26 juillet 2002 et est nommé chef d'état-major du Corps allié de réaction rapide cette année-là  avant de devenir chef d'état-major adjoint (opérations) en 2004 .
Promu lieutenant général le 14 octobre 2005, Houghton est déployé en tant que représentant militaire britannique principal et général commandant adjoint de la Coalition militaire en Irak en octobre 2005 . Il devient chef des opérations conjointes au Quartier général permanent interarmées (Royaume-Uni) en 2006  et, après avoir été relevé de ce poste le 13 mars 2009 , il est promu général et nommé vice-chef d'état-major des armées le 5 mai 2009.
Houghton prend ses fonctions de chef d'état-major de la Défense le 18 juillet 2013 . Il déclare que l'un de ses principaux objectifs est de remodeler les forces armées dans l'ère post-Afghanistan . Houghton exprime des inquiétudes concernant les capacités des Forces armées avec les réductions de personnel et de budget . 
En janvier 2016, le gouvernement annonce que Houghton serait remplacé par Stuart Peach comme chef d'état-major de la Défense à l'été 2016 .

## Retraite
En 2016, il est nommé connétable de la Tour de Londres, en tant que représentant du monarque pendant cinq ans, en remplacement de Richard Dannatt . Il s'agit principalement d'un poste de cérémonie, mais le connétable est également administrateur des palais royaux historiques et des manèges royaux ,.
Le 20 novembre 2017, Houghton rejoint la Chambre des lords et siège comme crossbencher .

## Honneurs et décorations
Le 12 octobre 1993, Houghton est nommé Officier de l'Ordre de l'Empire britannique (OBE) « en reconnaissance de ses services distingués en Irlande du Nord ». Il est nommé Commandeur de l'Ordre de l'Empire britannique (CBE) le 14 avril 2000 « en reconnaissance des services vaillants et distingués en Irlande du Nord au cours de la période du 1er avril 1999 au 30 septembre 1999 ». En 2006, il est fait Officier de la Légion du Mérite « en reconnaissance des services vaillants et distingués lors des opérations de la coalition en Irak. Il est nommé chevalier commandeur de l'ordre du bain (KCB) dans les honneurs d'anniversaire de 2008 et chevalier grand-croix de l'ordre du bain (GCB) dans les honneurs d'anniversaire de 2011 .
Houghton est colonel du régiment du 158e (Royal Anglian) Transport Regiment (Volunteers) du 1er novembre 2003 au 1er septembre 2008 et colonel commandant honoraire de la King's Division du 10 décembre 2005 au 10 décembre 2008 ainsi que Colonel of the Regiment of The Yorkshire Regiment du 6 juin 2006 au 6 juin 2011. Il est nommé colonel commandant de l'Intelligence Corps le 19 juillet 2008 et aide-de-camp général (ADC Gen) de la reine le 1er octobre 2009.
En octobre 2017, il est nommé pair à vie ,. Le 20 novembre, il est créé baron Houghton de Richmond, de Richmond dans le comté de Yorkshire du Nord.

## Vie privée
En 1982, Houghton épouse Margaret Glover : ils ont un fils, le comédien Tom Houghton (né en 1984) , et une fille. 